# باتريسيو كورنيخو
باتريسيو كورنيخو (بالإسبانية: Patricio Cornejo)‏ مواليد 6 يونيو 1944 في تشيلي، هو لاعب كرة مضرب تشيلي سابق وكان يلعب باليد اليمنى، اعتزل اللعب في 1983. أعلى تصنيف له في الفردي كان المركز الـ 65 في سنة 1974. فاز بلقب بطولة بوينس آيرس للتنس للزوجي سنة 1969 مع شريكه خايمي فيلول عندما تغلب على كل من روي إيمرسون وفريو ماكميلان.

## روابط خارجية
- باتريسيو كورنيخو على موقع رابطة محترفي التنس (الإنجليزية)
- باتريسيو كورنيخو على موقع الاتحاد الدولي لكرة المضرب (الإنجليزية)
- باتريسيو كورنيخو على موقع كأس ديفيز (الإنجليزية)
- باتريسيو كورنيخو على موقع خلاصة التنس.كوم (الإنجليزية)